# Iperbato
(Diomede, Ars grammatica, II, "De hyperbato" (Keil I, p. 460))
L'ipèrbato (dal greco antico: ὑπερβατόν?, hyperbatòn, "trasposizione", da ὑπερ-βαίνω, «(io) oltrepasso») è una figura sintattica che prevede un allontanamento di una parola da un'altra alla quale dovrebbe essere vicina.
Mentre l'anastrofe rappresenta un'inversione tra due elementi nell'ordine naturale delle parole all'interno di una frase, l'iperbato rappresenta l'incunearsi di un elemento all'interno di un altro.
Affine all'iperbato è anche l'epifrasi, che consiste nello spostare un gruppo di parole al termine di un enunciato per definirne meglio il significato.
Negli esempi che seguono viene sottolineato il primo termine, spezzato dal secondo che viene invece evidenziato in grassetto.
(Alessandro Manzoni, Il cinque maggio)
(Eugenio Montale, Derelitte...)
(Francesco Petrarca)
(Giuseppe Parini, Il Mattino)
(Ludovico Ariosto)
Nella poesia italiana l'iperbato ha il duplice intento sia di porre in rilievo parole o sintagmi che diversamente apparirebbero trascurabili, sia di rievocare con intento arcaizzante la sintassi della lingua latina in cui quelli che in italiano sono iperbati erano invece percepiti come costrutti di uso comune.
Se combinato con il parallelismo, la figura retorica risultante viene detta sinchisi.